# Bud Thackery
Ellis F. „Bud“ Thackery (* 31. Januar 1903 in Shawnee, Oklahoma; † 15. Juli 1990 in Los Angeles County, Kalifornien) war ein US-amerikanischer Filmtechniker und Kameramann, der bei der Oscarverleihung 1941 in der Kategorie Beste Spezialeffekte nominiert war.

## Leben
Bud Thackery begann seine Laufbahn zunächst als Fotograf für Spezialeffekte wie bei den Filmen Graf Zaroff – Genie des Bösen (1932), The Phantom Empire (1935) und Miracle Rider (1935) sowie als Spezialist für Rückprojektionen wie beim Film Darkest Africa (1936). Gemeinsam mit Howard Lydecker, William Bradford und Herbert Norsch erhielt er bei der Oscarverleihung 1941 eine Nominierung für den Oscar für die besten Spezialeffekte in dem Film Women in War (1940).
Ab dem Film The Gay Vagabond (1941) arbeitete Thackery, der Mitglied der American Society of Cinematographers (ASC) war, überwiegend als Kameramann und war bis 1977 an der Erstellung von fast 160 Filmen und Fernsehserien beteiligt wie zum Beispiel 163 Folgen von Der Chef. Zuletzt drehte er zwischen 1972 und 1977 für die Fernsehserie Notruf California 52 Episoden, wobei auch von ihm gemachte Standfotografien im Eingangsbereich des dort gezeigten Rampart-General-Hospital zu sehen waren.

## Filmografie (Auswahl)
- 1932: Graf Zaroff – Genie des Bösen (The Most Dangerous Game)
- 1935: The Phantom Empire
- 1935: Miracle Rider
- 1936: Darkest Africa
- 1940: Women in War
- 1941: The Gay Vagabond
- 1942: Valley of Hunted Men
- 1943: Here Comes Elmer
- 1943: Haruschi, Sohn des Dr. Fu Man Chu (G-Mend vs. The Black Dragon)
- 1944: Zorros Rückkehr (Zorro’s Black Whip)
- 1945: Federal Operator 99
- 1946: Alias Billy the Kid
- 1947: Die Dame und der Cowboy (Saddle Pals)
- 1947: Last Frontier Uprising
- 1951: Der Seewolf von Barracuda (The Sea Hornet)
- 1953: Der Cowboy von San Antone (San Antone)
- 1953: Unternehmen Panthersprung (Flight Nurse)
- 1953: Savage Frontier
- 1954: Eisenbahndetektiv Matt Clark (Stories of the Century, Fernsehserie, 32 Episoden)
- 1956: Studio 57 (Fernsehserie)
- 1956: Duell am Apachenpaß (Thunder Over Arizona)
- 1957: Schlitz Playhouse of Stars (Fernsehserie)
- 1960: The Slowest Gun in the West (Fernsehfilm)
- 1962: Frontier Circus (Fernsehserie)
- 1963: Die rauhen Reiter von Texas (The Raiders)
- 1965: The Munsters (Fernsehserie)
- 1965: Bob Hope Presents the Chrysler Theatre (Fernsehserie)
- 1966: Drei Fremdenlegionäre (Beau Geste)
- 1968: Split Second to an Epitaph (Fernsehfilm)
- 1968: Die Leute von der Shiloh Ranch (The Virginian, Fernsehserie, 2 Episoden)
- 1968: Coogans großer Bluff (Coogan’s Bluff)
- 1968–1975: Der Chef (Ironside, Fernsehserie, 163 Episoden)
- 1972–1977: Notruf California (Emergency!, Fernsehserie, 52 Episoden)